# Universe: The Black Hall
Universe: The Black Hall è il primo album in studio del gruppo musicale sudcoreano Pentagon, pubblicato nel 2020.

## Tracce
1. Dr. BeBe (Dr. 베베) – 3:11
2. Asteroid (소행성) – 3:27
3. Shower of Rain (빗물 샤워) – 3:16
4. Die for You – 3:35
5. Talk – 3:06
6. The Black Hall – 3:09
7. Worship U – 3:17
8. Zoom Up – 3:16
9. Camellia (동백꽃) – 3:28
10. Someday (Song by Jinho and Hui) (Special) – 3:57
11. Happiness (Korean ver. Special) – 3:24